# Sunday Island (ö i Australien, Victoria)
Sunday Island är en ö i Australien. Den ligger i delstaten Victoria, omkring 180 kilometer sydost om delstatshuvudstaden Melbourne. Arean är 20,2 kvadratkilometer. Den sträcker sig 4,1 kilometer i nord-sydlig riktning, och 8,3 kilometer i öst-västlig riktning.
Genomsnittlig årsnederbörd är 1 069 millimeter. Den regnigaste månaden är juni, med i genomsnitt 164 mm nederbörd, och den torraste är januari, med 44 mm nederbörd.